# Pag (stad)
Pag (italienska: Pago, tyska: Baag) är en stad och turistort på ön Pag i Kroatien. Staden, som ligger i Zadars län, är med sina 4 350 invånare (2001) huvudort på ön.

## Historia
Det medeltida Pag växte fram där den idag övergivna staden Stari Grad (Gamla stan) ligger, 3 km söder om dagens Pag. Under 900-talet nämns staden för första gången i ett skrivet dokument. 976 intog den kroatiska kungen Stjepan Držislav Pag som tidigare hade lytt under bysantinerna. Kungen tillsatte en župan som kom att styra och administrera staden. Staden uppfördes 1443-1447 på dagens plats sedan den lokala adeln och befolkningen fått tillstånd av den venetianska senaten att flytta staden inför det annalkande hotet från osmanerna som under denna period expanderande sina territorier på fastlandet. Den nya staden Pag anlades 3 km norr om dåtidens Stari Grad. Den 30 mars 1244 utfärdade den kroatisk-ungerske kungen Béla IV en bulla som utsåg staden till en kunglig fristad. I samband med dessa stadsprivilegier kom Pag att utvecklas ekonomiskt och stadens rikedomar växte tack vare stadens produktiva saltverk. 1403 såldes staden samt flera andra besittningar längs den dalmatiska kusten till republiken Venedig. Venedig kom sedan att styra Pag under flera århundraden. I samband med republiken Venedigs upplösning 1797 och en kort tid av fransk ockupation tillföll staden Österrike. Österrikarna kontrollerade och administrerade Pag fram till första världskrigets slut och Österrike-Ungerns upplösning. Därefter kom staden liksom övriga Kroatien att uppgå i Sloveners, kroaters och serbers stat.

## Arkitektur och stadsbild
I den gamla stadskärnan finns bara ruinerna kvar efter den forna stadsmuren och borgen men vid det stora torget står det numera ombyggda hertigpalatset (Kneževa palaća) från 1400-talet och det ofullbordade biskopspalatset ritat av den kroatiske arkitekten Juraj Dalmatinac. Vid torget återfinns ett monument över Dalmatinac som skulpterats av Ivan Meštrović samt Marie himmelsfärd kyrka som är byggd i romansk och gotisk stil. Kyrkans fasad har ett rosettfönster och en lunett ovanför porten.  